# Ruimtewedloop

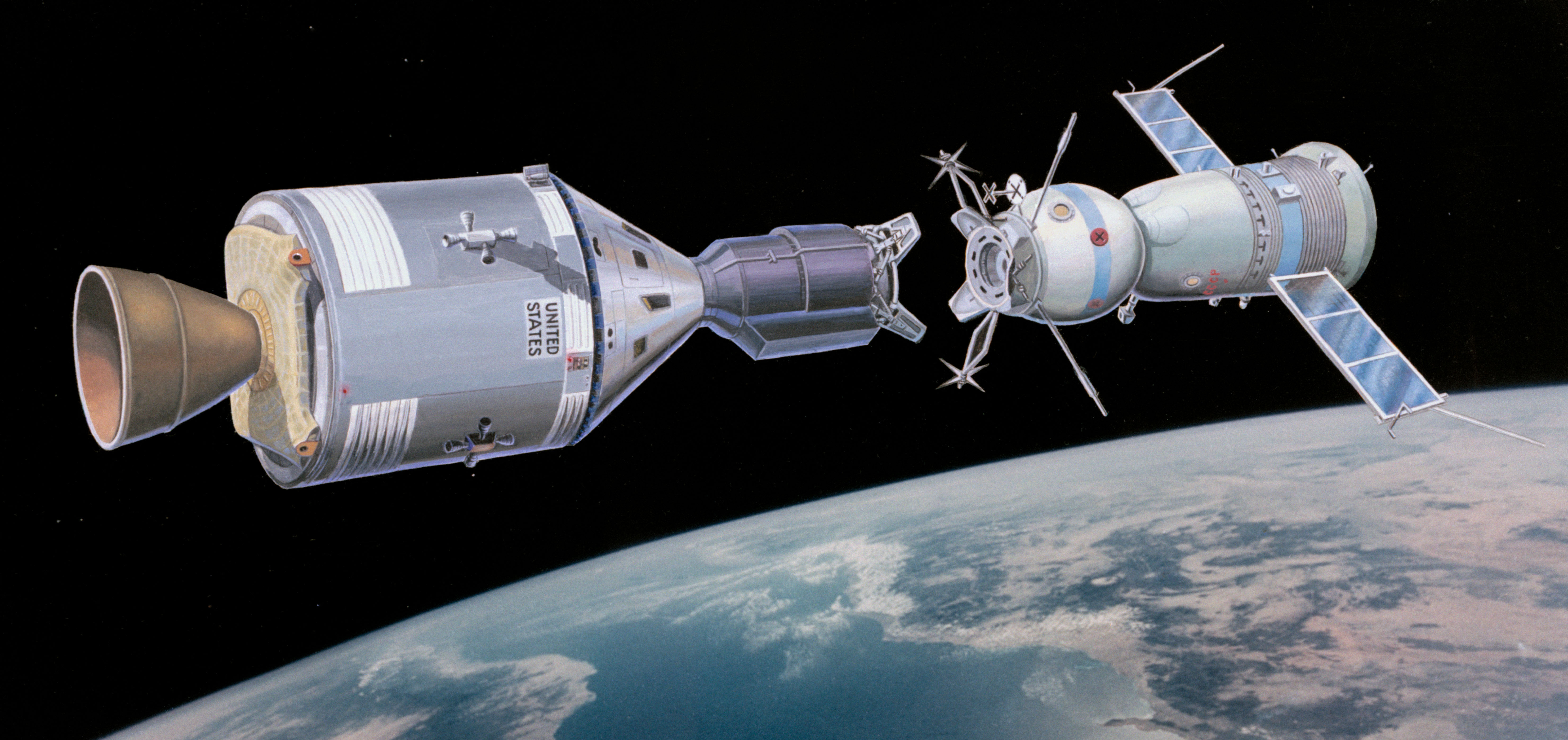
De koppeling van de Apollo en de Sojoez ruimtecapsules op 15 juli 1975 wordt door sommigen gezien als het einde van de ruimtewedloop.

De ruimtewedloop is de wedijver die de Verenigde Staten en de Sovjet-Unie voerden om de verovering van de ruimte. Deze liep ruwweg van 1957 tot 1975 en omvat de inspanningen van beide naties om de ruimte te verkennen met satellieten en om uiteindelijk met een bemande vlucht op de maan te landen en terug te keren naar de aarde. In het algemeen kan een ruimtewedloop verwijzen naar eender welke competitie tussen twee of meerdere landen, internationale organisaties of NGO's om vooruit te gaan in het verkennen van de ruimte en ruimtetechnologie.
De term ruimtewedloop is ontstaan naar analogie met de term wapenwedloop. De ruimtewedloop werd een belangrijk onderdeel van de culturele en technologische machtsstrijd tussen de V.S. en de USSR tijdens de Koude Oorlog. Vooral de ruimtetechnologie werd een belangrijk punt in het conflict vanwege de militaire toepassingen en de voordelen van een moraalverhogend effect.
Hoewel de basis al bij het begin van de rakettechnologie en de internationale tendensen na de Tweede Wereldoorlog werd gelegd, begon de ruimtewedloop pas echt toen de Sovjet-Unie op 4 oktober 1957 Spoetnik 1 lanceerde. Deze lancering veroorzaakte een psychologische, militaire en politieke schok in de Verenigde Staten, die wel de Spoetnikcrisis wordt genoemd.

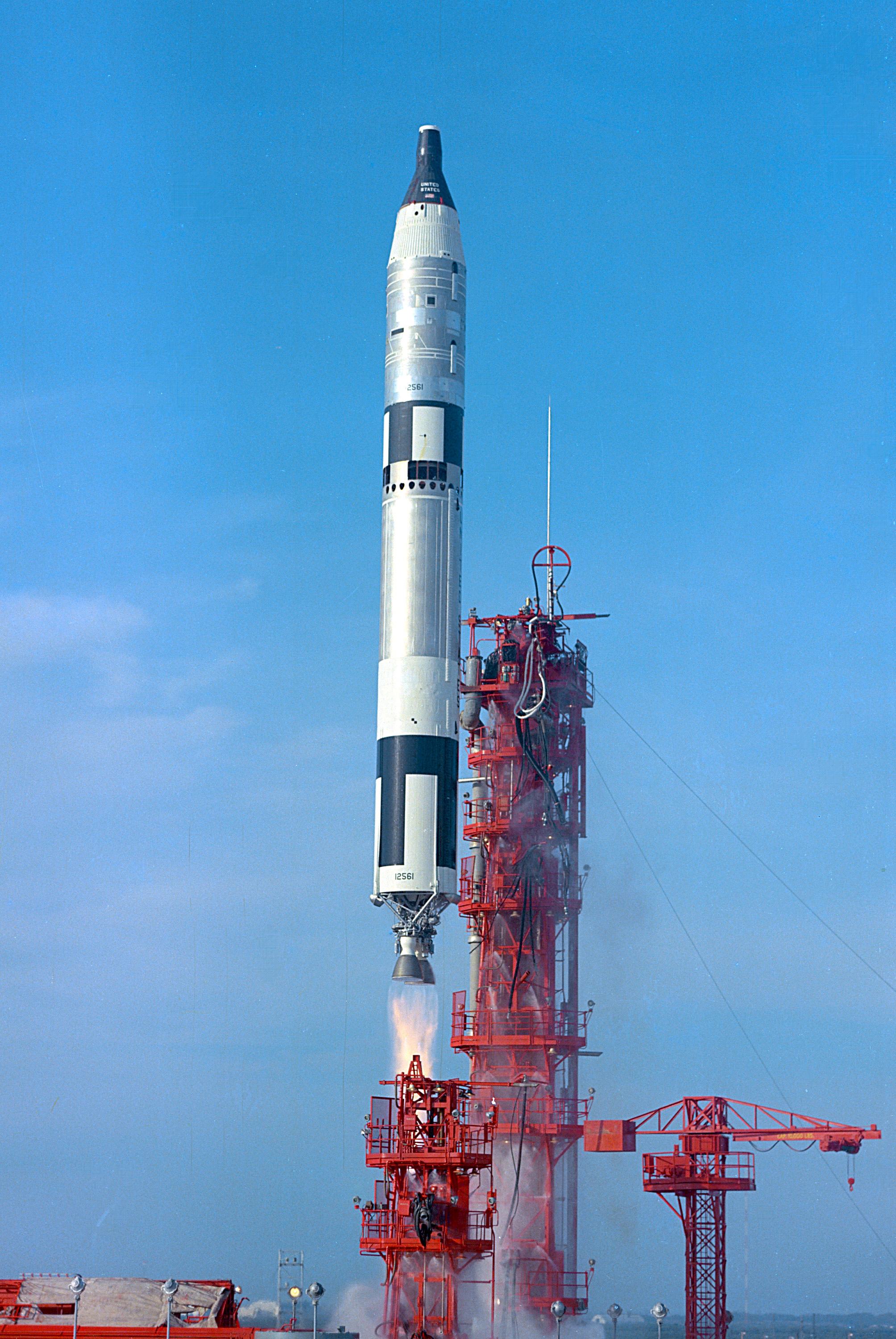
Titan II-raketten lanceerden Amerikaanse ruimtetuigen van de jaren 60 tot de jaren 80

## Historische achtergrond

### Vroege militaire invloeden
Raketten hebben al minstens 2300 jaar de interesse van wetenschappers en amateurs en Chinese soldaten gebruikten ze reeds als wapen in de 11e eeuw. Konstantin Tsiolkovski, een Russisch wetenschapper, stelde rond 1880 in een theorie dat raketten met vloeibare brandstof de ruimte zouden kunnen bereiken. Pas in 1926 ontwierp Robert Goddard, een Amerikaans wetenschapper, een praktische raket op vloeibare brandstof.
Goddard verrichtte zijn werk in het geheim omdat hij door de wetenschappelijke wereld, het publiek en zelfs door de New York Times bespot werd. Het duurde nog tot de Tweede Wereldoorlog voor raketten enige aandacht kregen. Hierdoor zou elke ruimtewedloop in de toekomst onafscheidelijk verbonden worden met de militaire ambities van de betrokken landen, ondanks het vooral wetenschappelijk en vredelievend karakter ervan.

### Duitse bijdragen

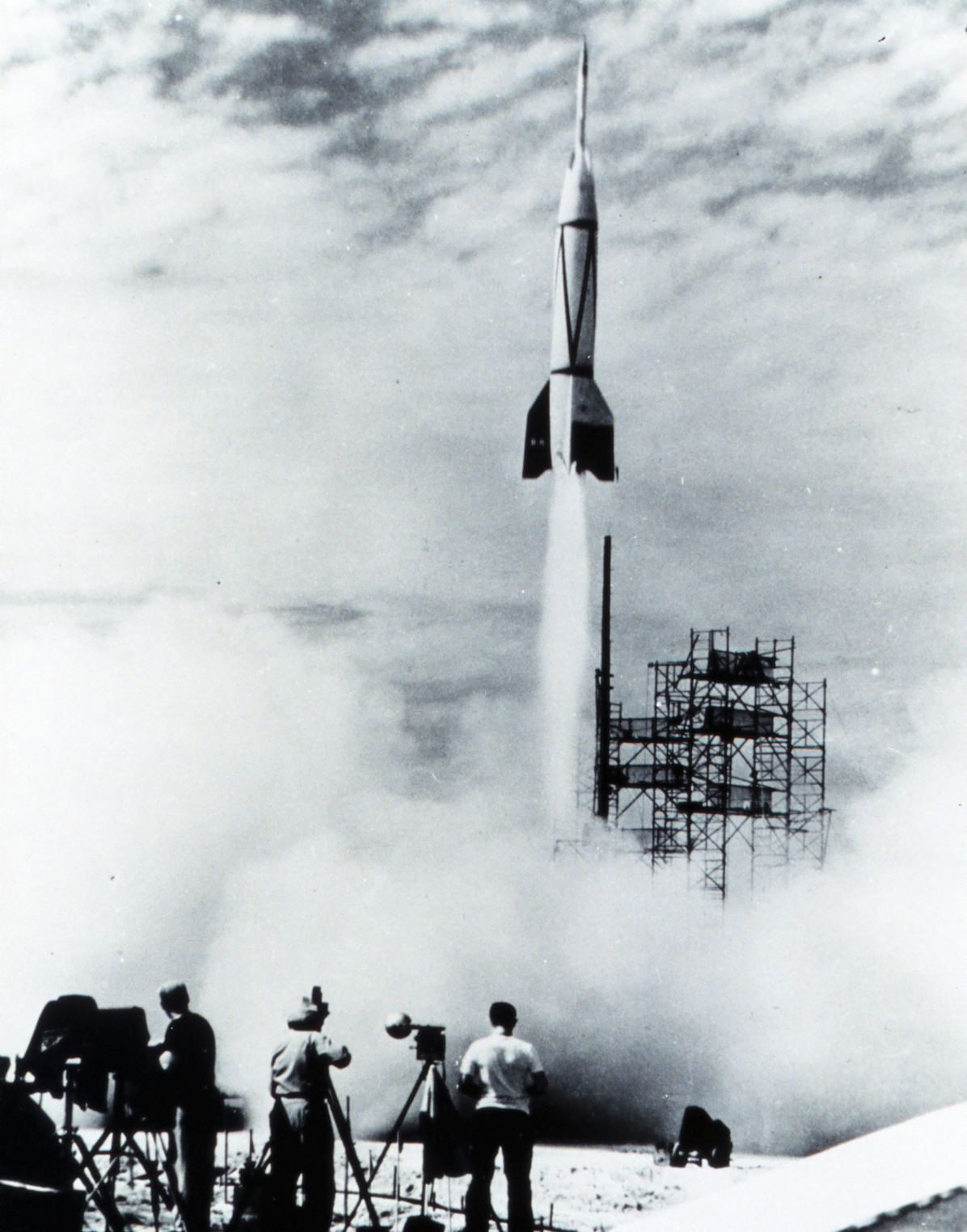
Lancering in 1950 in de VS van een van oorsprong Duitse V2-raket.

Halverwege de jaren 20 begonnen Duitse wetenschappers te experimenteren met raketten die vloeibaar drijfgas gebruikten en die in staat waren relatief grote hoogten en afstanden te bereiken. In 1932 kreeg de Reichswehr, de voorganger van de Wehrmacht, interesse in raketten voor langeafstandsartillerie. Wernher von Braun, de beroemde raketgeleerde, werkte mee aan de ontwikkeling van dergelijke wapens voor gebruik in de Tweede Wereldoorlog door nazi-Duitsland.
De Duitse A4-raket, die in 1942 werd gelanceerd, is het eerste projectiel dat de ruimte bereikte. In 1943 begon Duitsland aan de productie van diens opvolger, de V2-raket, die een reikwijdte van 300 km had en een bom van 1 ton kon meevoeren. De Wehrmacht bestookte geallieerde steden als Londen en Antwerpen met duizenden V2's. Die veroorzaakten veel schade en doden, maar een afgeworpen bom kon veel meer schade veroorzaken. De oorzaak daarvan was het ontbreken van een goede ontsteking in de V2's en de hoge snelheid van de raket. De springstofkop van de V2 explodeerde pas, nadat de raket zichzelf enkele meters in de grond had geboord.
Aan het einde van de oorlog haastten Russische, Britse en Amerikaanse legers en wetenschappers zich om de technologie en het personeel van het Duitse raketprogramma te Peenemünde in te palmen in een onderlinge concurrentie. De Russen en de Britten hadden wel succes, maar de Amerikanen profiteerden hiervan het meest. Ze namen een groot deel van de Duitse raketgeleerden, waarvan velen lid waren van de nazipartij, inclusief Von Braun, mee naar de Verenigde Staten als onderdeel van Operatie Paperclip. Hun eigen wetenschappers pasten de raketten die tegen Groot-Brittannië bedoeld waren aan voor andere doeleinden.
Na de oorlog werden raketten door de wetenschap gebruikt om de omstandigheden op grote hoogten, de kosmische straling en e.d. te meten. Dit ging verder onder Von Braun en zijn collega's, die Amerikaanse wetenschappers waren geworden.

### De oorsprong van de ruimtewedloop in de Koude Oorlog
Na de Tweede Wereldoorlog raakten de Sovjet-Unie en de Verenigde Staten in een bittere Koude Oorlog van contraspionage en propaganda verwikkeld. Ruimteverkenning en satelliettechnologie vonden aan beide fronten een voedingsbodem. Satellieten konden gebruikt worden om andere landen te bespioneren terwijl ruimtevaartsuccessen gebruikt konden worden als propaganda om de wetenschappelijke macht en het militaire potentieel aan te tonen. Dezelfde raket die een mens in een baan rond de aarde bracht of op de maan zette, kon een atoombom op een vijandige stad gooien. Veel van de technologische ontwikkelingen in de ruimtevaart vonden ook hun toepassing in militaire raketten zoals Intercontinental Ballistic Missiles (ICBM's). Samen met andere aspecten van de wapenwedloop was vooruitgang in de ruimtevaart een indicator van de technologische en economische macht van een land. Ze demonstreerde de
ideologische superioriteit van de natie. Ruimteonderzoek had een dubbel doel: ze kon dienen voor vredelievende doeleinden, maar ook voor militaire.
De twee supermachten werkten hard om op voorsprong te komen. Geen van beiden wist wie als eerste tot een doorbraak zou komen. De grondslag voor de ruimtewedloop was gelegd. Er werd enkel nog gewacht op het startsein.

## Satellieten

### Spoetnik en de reactie van Amerika
Op 4 oktober 1957 lanceerde de USSR met succes Spoetnik 1, de eerste kunstmatige satelliet die ooit in een baan rond de aarde geraakte. 
Hiermee ging de ruimtewedloop van start. Spoetnik 1 veroorzaakte angst en politiek debat in de Verenigde Staten vanwege de militaire en economische gevolgen. 
Voordien veronderstelde de modale Amerikaanse burger dat de VS op alle vlakken van technologie superieur waren. Sergei Korolev, de tegenhanger van Von Braun in de Sovjet-Unie, was de hoofdingenieur die de R7-raket ontwierp die Spoetnik 1 in een baan om de aarde bracht. Hij zou later de N1-raket ontwerpen om kosmonauten naar de maan te brengen. Als antwoord op Spoetnik begonnen de VS grote inspanningen te leveren om de USSR technologisch bij te benen. Ze pasten zelfs het schoolcurriculum aan in de hoop om meer Von Brauns of Korolevs voort te brengen.
Lyndon B. Johnson, de vicepresident van John F. Kennedy, motiveerde die inspanningen als volgt: In the eyes of the world, first in space means first, period; second in space is second in everything.
De Amerikanen, die eerst ontmoedigd en bang geworden waren van Spoetnik 1, werden al snel geboeid door de daaropvolgende projecten. Iedereen volgde de lanceringen en modelraketten bouwen werd een populaire hobby. President Kennedy moedigde de mensen met speeches aan om het ruimteprogramma van de NASA te steunen en probeerde de sceptici, van wie velen vonden dat de miljoenen dollars die werden gespendeerd naar bestaande en bewezen betrouwbare wapens of armoedebestrijding zouden moeten gaan, te overtuigen.
Vier maanden nadat de eerste Russische satelliet in een baan rond de aarde was geraakt, lanceerden de VS hun eigen eerste satelliet, de Explorer 1. In de tussentijd hadden enkele mislukkingen bij de lanceringen op Cape Canaveral de Amerikanen in verlegenheid gebracht, maar op 31 januari 1958 ontdekte Explorer 1 de Van Allen stralingsgordel.

### Communicatie via satelliet
De eerste communicatiesatelliet, Project SCORE, werd gelanceerd op 18 december 1958 en zond een wereldwijde kerstboodschap van president Dwight D. Eisenhower uit. Andere opmerkelijke voorbeelden van communicatiesatellieten gedurende de ruimtewedloop waren:
| Jaar | Naam    | Omschrijving                                                        |
| ---- | ------- | ------------------------------------------------------------------- |
| 1968 | Telstar | De eerste overzeese experimentele communicatiesatelliet.            |
| 1972 | Anik 1  | De Canadese eerste communicatiesatelliet voor nationaal gebruik.    |
| 1974 | WESTAR  | De eerste Amerikaanse communicatiesatelliet voor nationaal gebruik. |
| 1976 | MARISAT | De eerste satelliet voor mobiele communicatie.                      |

### Andere noemenswaardige satellieten
De VS lanceerden op 26 juli 1963 Syncom 2; de eerste geosynchrone satelliet. Voortaan hoefde een gewone schotelantenne niet langer de baan van de satelliet te volgen. Gewone burgers konden media als televisie ontvangen via de satelliet na een eenmalige installatie.

## Meer succes voor de Sovjets: Levende wezens in de ruimte

### Dieren in de ruimte
Enkele fruitvliegen waren de eerste dieren die met opzet in de ruimte werden gestuurd door de Amerikanen, die er in 1946 een buitgemaakte Duitse V2 voor gebruikten. Het eerste zoogdier dat tijdens de ruimtewedloop naar de ruimte werd gestuurd was de hond Laika, die in 1957 meereisde in Spoetnik 2. Nochtans bestond toen de technologie niet om Laika levend terug te halen. Ze stierf niet lang nadat ze de ruimte had bereikt aan stress en oververhitting. In 1960 kwamen de Russische honden Belka en Strelka met succes in een baan om de aarde en keerden heelhuids terug. De Amerikanen importeerden chimpansees uit Afrika en stuurden minstens twee ervan in de ruimte alvorens een mens te lanceren. Wetenschappers gebruikten de dieren en hun nakomelingen nadien voor biomedische onderzoek, hetgeen tot publiek protest leidde tot hun vrijlating laat in de jaren 90. Door de Sovjets gelanceerde schildpadden werden de eerste dieren die rond de maan vlogen in september 1968.

### Mensen in de ruimte
Joeri Gagarin werd de eerste ruimtevaarder toen hij in de Russische Vostok 1 op 12 april 1961 in een baan om de aarde kwam. Deze dag is nog steeds een feestdag in Rusland en veel andere landen. Niet veel later werd Alan Shepard de eerste Amerikaan in de ruimte en later werd John Glenn de eerste Amerikaan die met succes in een baan om de aarde kwam op 12 april 1962, exact een jaar na de USSR.
De eerste vlucht met een tweekoppige bemanning werd ook door Rusland uitgevoerd van 11 tot 15 augustus 1962. Valentina Teresjkova werd de eerste vrouw in de ruimte op 16 juni 1963 in Vostok 6. Korolev had verdere Vostok-missies gepland met langere duur, maar door de aankondigingen van het Apollo-programma van de VS vroeg premier Nikita Chroesjtsjov om meer primeuren. De eerste vlucht met meer dan een bemanningslid was de Voschod 1, een aangepaste versie van de Vostok. Ze vertrok op 12 oktober 1964. Die vlucht was tevens de eerste waarbij de bemanning geen ruimtepakken droeg.
Aleksei Leonov, die werd gelanceerd in de Russische Voschod 2, voerde op 18 maart 1965 als eerste een ruimtewandeling uit. De missie eindigde bijna in een catastrofe. Aleksej Leonov was na een ruimtewandeling bijna niet teruggekeerd naar de capsule en door een slecht functionerende afremmingraket landde het ruimtevaartuig 1600 km van de geplande landingsplaats. Rond die tijd kwam er in de Sovjet-Unie een nieuwe regering, die minder prioriteit aan de ruimtevaart schonk.

## Maanmissies van de VS en USSR
Hoewel de prestaties van de USSR en de VS beide landen veel fierheid bezorgden, zou de ruimtewedloop nog zeker doorgaan tot een mens op de maan had gelopen. Voor dit gedaan kon worden, moesten onbemande ruimtetuigen de maan fotograferen ter verkenning en tonen dat ze er veilig op konden landen.

### Onbemande missies
Toen de Russen een eerste satelliet in een baan brachten, dachten de Amerikanen dat de volgende grote stap een ruimtevaartuig naar de maan zou zijn. Hun Pioneerprogramma was hun eerste poging hiertoe, maar drie verschillende ontwerpen van het vaartuig met drie verschillende raketten hadden tot in totaal tien mislukkingen geleid. Ook al hadden de Sovjets ook mislukkingen (waarover weinig naar buiten werd gebracht), toch was het hun Loena-programma dat verschillende mijlpalen bereikte in dit stadium in de race. Op 2 januari 1959 werd Loena 1 gelanceerd, het eerste ruimtevaartuig dat voorbij de maan vloog en tevens de eerste kunstmatige satelliet van de zon werd. De opvolger Loena 2, die werd gelanceerd op 12 september 1959, werd het eerste vaartuig dat de maan bereikte. Na 33,5 uur sloeg hij op 13 september in de buurt van de inslagkrater Archimedes in. Loena 3 nam de eerste foto's van de achterzijde van de maan op 7 oktober 1959 en Loena 9, gelanceerd op 3 februari 1966, voerde de eerste zachte landing op de maan uit. Vervolgens werd Loena 10 het eerste ruimtevaartuig dat in een baan om de maan kwam op 3 april 1966 en de Loena 17 zette op 10 November 1970 een onbemand wagentje, de Loenochod, op de maan af.
Het gerobotiseerde Surveyorprogramma was een deel van de Amerikaanse inspanning om een plaats te vinden op de maan waar een mens veilig zou kunnen landen. Vijf van de zeven Surveyormissies hadden succes en hielpen de beste landinglocaties voor Apollo te vinden. Op 27 december 1968 werd Apollo 8 het eerste bemande vaartuig in een baan rond de maan en legde zo de grondslag voor een maanlanding.

### De eerste mens op de maan

#### De Amerikaanse strategie
De Sovjets waren de Amerikanen voor geweest op veel van de premières van de ruimtewedloop, maar slaagden er niet in om als eerste met een bemand ruimtevaartuig op de maan te landen. Het Amerikaanse maanverkenningsprogramma was ontstaan onder de regering Eisenhower. In een reeks artikelen in de Collier's Weekly halverwege de jaren 50 had Von Braun het idee van een bemande verkenning van de maan en een maanbasis populair gemaakt. Na de lancering van Spoetnik had hij een plan voor een militaire basis op de maan tegen 1965. Dat idee werd niet gerealiseerd, omdat de president het te duur vond en de wetenschappelijke en militaire meerwaarde er niet van inzag.
Na de Russische successen, zeker na de vlucht van Gagarin, wilde president Kennedy een project vinden waarmee hij het publiek voor de ruimterace kon winnen. Hij vroeg Lyndon Johnson om aanbevelingen te doen voor een wetenschappelijke meevaller, die het wereldleiderschap van de Verenigde Staten kon aantonen. Onder de voorstellen waren niet-ruimtevaartprojecten als irrigatieprojecten om de hongersnood in de Derde Wereld te stoppen. Omdat het Apolloprogramma economisch voordelig was voor de meeste belangrijke staten bij de volgende verkiezingen, en in het bijzonder vanwege de NASA-basis in Houston in zijn eigen staat Texas, koos Johnson voor een ruimtevaartproject. Ook had Kennedy de verkiezingen van 1960 gewonnen met de uitspraak dat de vorige regering een achterstand had toegelaten op de USSR (hoewel rapporten van de inlichtingsdiensten de omgekeerde situatie aantoonden). Het Apollo-project liet verdere ontwikkeling van multifunctionele technologieën toe. Johnson zei ook, dat de Sovjet-Unie voor alles wat minder was dan een maanlanding een goede kans maakte om de VS voor te zijn. Kennedy zag Apollo als de ideale doelstelling voor Amerika in de ruimte. Hij verzekerde de verdere sponsoring door de uitgaven van het ruimteprogramma uit de belastingsvermindering te houden en geld van andere NASA-projecten naar het ruimteprogramma af te leiden. Dat leidde tot ongenoegen bij de baas van NASA, James E. Webb die fondsen vroeg voor het andere wetenschappelijke werk van NASA.
In een gesprek met Webb zei Kennedy:
Everything we do ought to really be tied in to getting on to the moon ahead of the Russians [...] otherwise we shouldn't be spending that kind of money, because I'm not interested in space [...] The only justification for [the cost] is because we hope to beat [the USSR] to demonstrate that instead of being behind by a couple of years, by God, we passed them.
Kort vertaald: Hij was niet in het minst geïnteresseerd in de ruimte. Het gespendeerde geld werd enkel gerechtvaardigd omdat het gebruikt werd om de USSR te tonen dat ze door de VS voorbijgestreefd waren.
Kennedy had een andere boodschap nodig om het publiek voor zich te winnen. In 1963 vroeg hij vicepresident Johnson om de mogelijke technologische en wetenschappelijke voordelen van een maanlanding te onderzoeken. Hij moest de kritiek van de linkse politici, die meer geld aan sociale programma's wilden spenderen, en de rechtse politici, die een meer militair project voor ogen hadden, pareren. Met de aanwending van de wetenschappelijke opbrengst en de angst van Russische dominantie in de ruimte konden ze de publieke opinie omkeren. 58% was voor Apollo, tegen 33% 2 jaar eerder. Nadat Johnson in 1963 president werd (Kennedy werd vermoord) bleef hij het programma verdedigen, zodat het uiteindelijk in 1969 slaagde, zoals Kennedy had beloofd.

#### De Russische strategie
Ondertussen toonde de USSR ook meer ambitie om naar de maan te gaan. Sovjetleider Chroesjtsjov kon niet hebben dat een andere natie hem versloeg, maar sponsorde ook niet graag zo'n peperduur project.
In oktober 1963 stelde hij dat Rusland op dat moment niet bezig was met vluchten naar de maan, maar dat de Sovjet-Unie zeker niet uit de race lag. Pas een jaar later begon het land aan een poging om op de maan te landen.

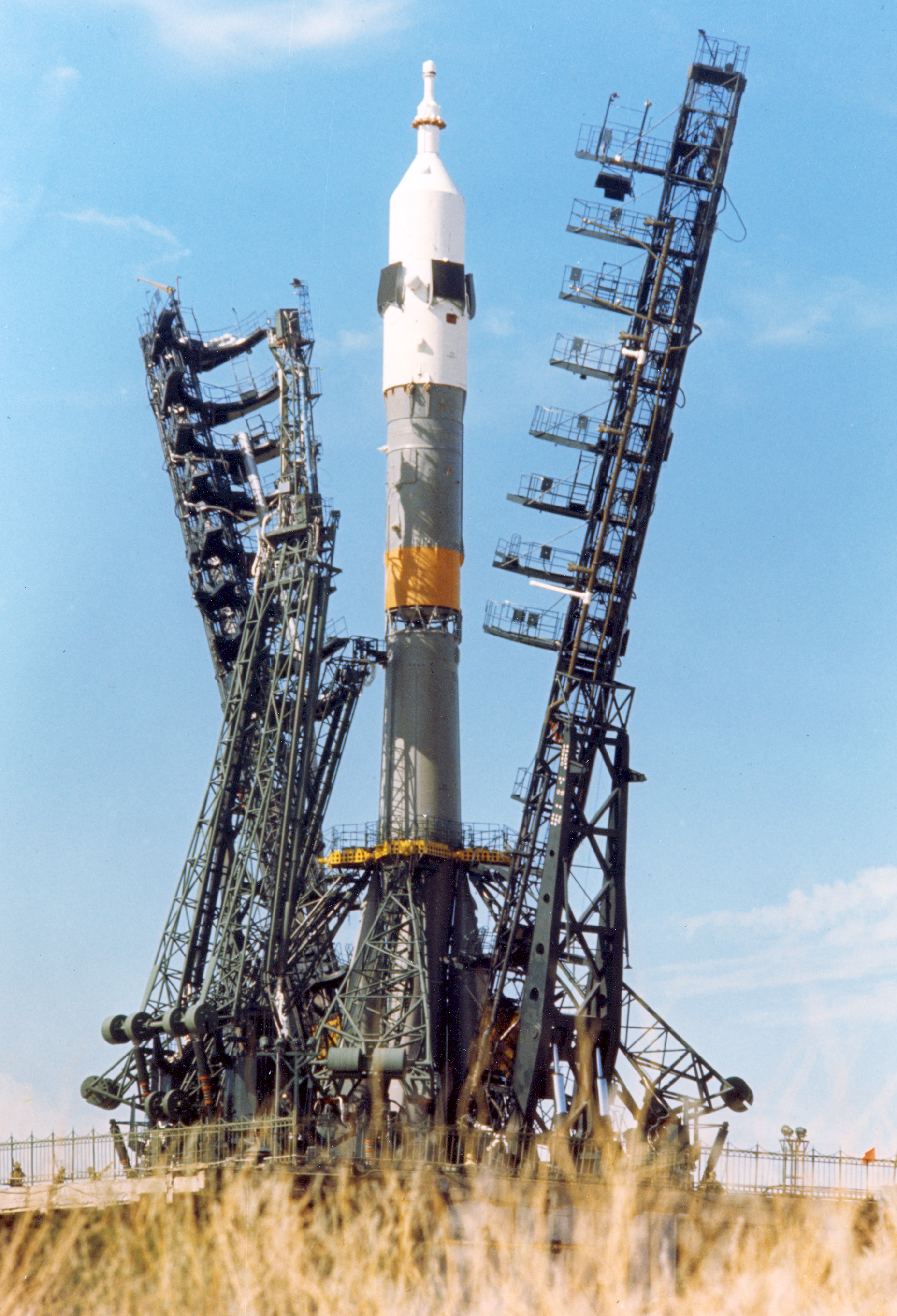
De Sojoezraket was het eerste betrouwbare middel om objecten in een baan om de aarde te brengen

Op hetzelfde moment had Kennedy verscheidene vormen van samenwerking voorgesteld, zoals samen naar de maan gaan en het ontwikkelen van betere weersatellieten. Chroesjtsjov zag er een poging in om superieure Russische ruimtetechnologie te stelen en verwierp het idee; als de USSR naar de maan ging, zou ze alleen gaan. Korolev, de Russische hoofdingenieur, promootte zijn Sojoez en N1-raket als geschikt middel om een maanlanding uit te voeren. Chroesjtsjov gebood Korolev, de Vostok-technologie verder uit te bouwen terwijl een tweede team een volledig nieuwe raket en vaartuig ontwikkelde: de Proton-draagraket en de Zond. Een maanlanding werd voorzien voor 1966. In 1964 gaf de nieuwe Russische leiding zijn steun aan Korolev voor een maanlanding en gaf hem de leiding over alle projecten met die doelstelling. Na de dood van Korolev en het falen van de eerste Sojoez-vlucht in 1967 werd de coördinatie van het programma al snel ontward. Er werd een ruimtevaartuig gebouwd en kosmonauten geselecteerd voor de missie, die Aleksei Leonov op de maan moesten zetten. De opeenvolgende mislukkingen van de N1-draagraket in 1969 vertraagden echter de plannen. Uiteindelijk werd het hele project geannuleerd.

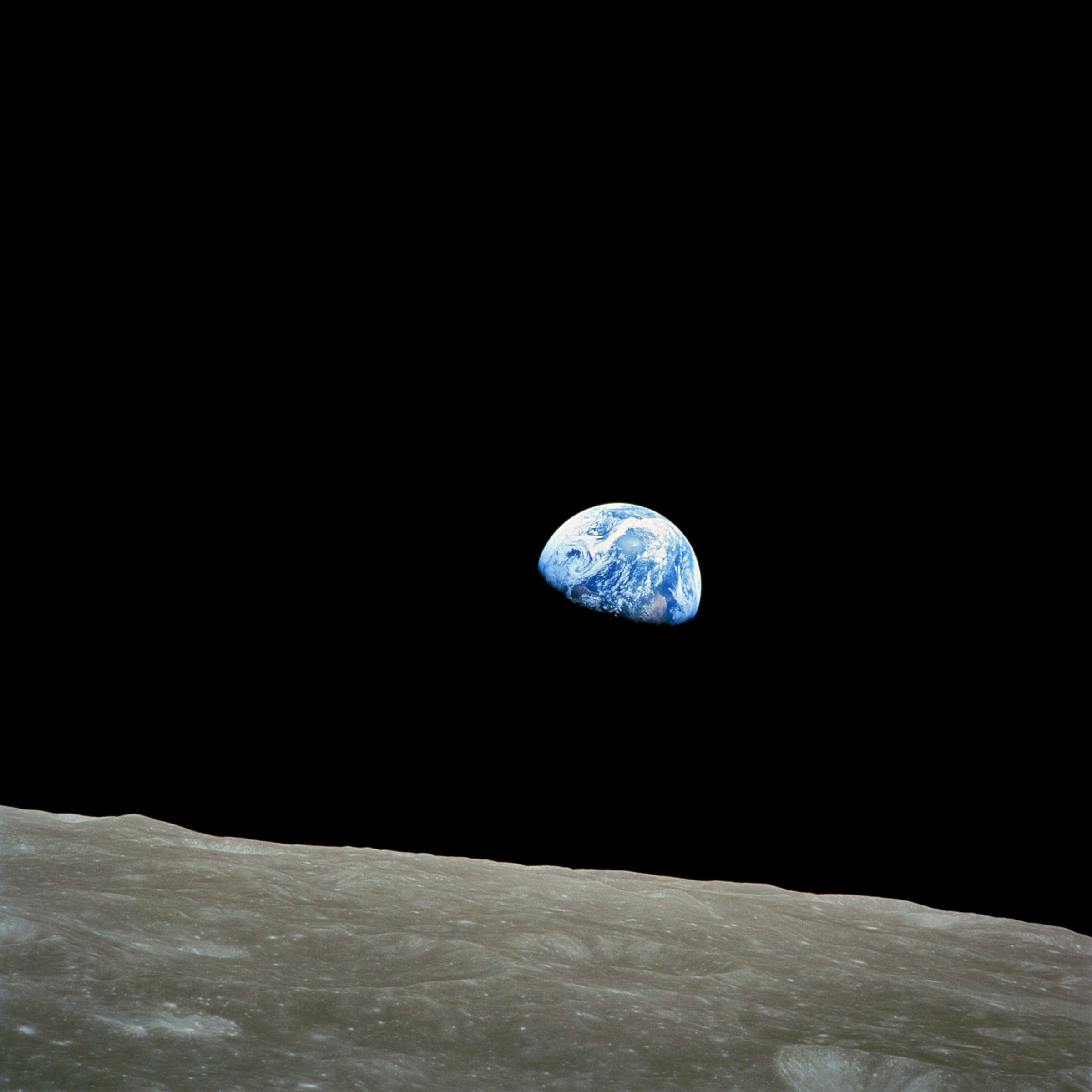
De opkomende aarde, gezien vanuit Apollo 8 in een baan om de maan, op 22 december, 1968 (NASA)

#### Apollo 11 komt er het eerst
Hoewel onbemande Sovjet-ruimtetuigen als eerste het maanoppervlak bereikten, werd Neil Armstrong de eerste mens die op het maanoppervlak liep na de landing op 21 juli 1969. De commandant van de missie, Neil Armstrong, werd bijgestaan door ruimteveerpiloot Michael Collins en maanlanderpiloot Buzz Aldrin. De gebeurtenis werd door meer dan 500 miljoen mensen gevolgd en wordt gezien als een van de belangrijkste gebeurtenissen van de 20e eeuw. Armstrongs woorden bij de eerste stap op het maanoppervlak zijn even historisch:
That's one small step for (a) man, one giant leap for mankind.
Nog tijdens de reis van Apollo 11 probeerde de USSR door middel van Loena 15, een onbemande maanverkenner, een bodemmonster van de Maan naar de Aarde te halen. Dit mislukte, maar is met Loena 16. 20 en 24 wel gelukt. Deze bodemmonsters werden uitgewisseld met de Amerikaanse, zodat beide landen onderzoek op alle  monsters konden doen.

#### Andere aspecten van een maanlanding
In tegenstelling tot andere internationale rivaliteiten, ondervond de Space Race geen directe invloed van het verlangen naar territoriale uitbreiding. Na de geslaagde maanlanding zeiden de VS expliciet dat er geen recht zou komen om eender welk deel van de maan te bezitten.
Bepaalde theoretici spreken nog steeds over een samenzwering en dat de maanlanding bedrog was. Die beschuldigingen worden nog versterkt doordat de enthousiastelingen voorspelden dat landingen op de maan alledaags zouden worden, wat tot nu toe niet is gebeurd.

## Andere successen

### Missies naar andere planeten

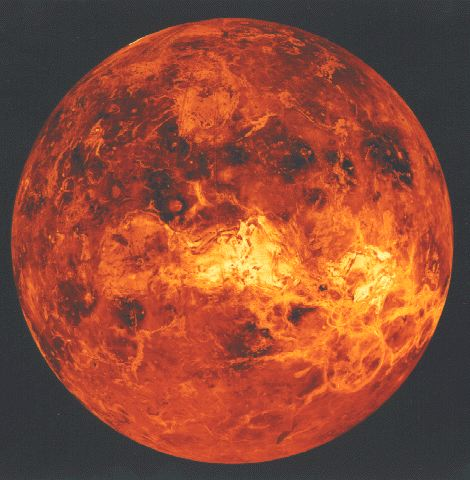
Venus is de eerste planeet waar een ruimtetuig voorbij vloog

Het was de Sovjet-Unie die in 1960 voor het eerst probeerde een ruimtetuig naar Venus en Mars te sturen. Het eerste tuig dat met succes langs Venus vloog was de Amerikaanse Mariner 2, die werd gelanceerd op 14 december 1962. Ze stuurde de verrassende resultaten van een hoge oppervlaktetemperatuur en luchtdichtheid terug. Ze droeg echter geen camera's. Daardoor trokken die bevindingen niet de algemene aandacht zoals beelden van ruimtetuigen, die veel verder konden kijken dan telescopen.
Het eerste ruimtetuig dat ooit op Venus landde was de Russische Venera 7 in 1971. Met Venera 9 werden de eerste foto's genomen van het oppervlak van een andere planeet. Dat waren slechts twee van de vele in de Venera reeks. Veel voorgangers en nakomers vlogen al voorbij Venus of probeerden erop te landen.
Mariner 10 werd gelanceerd in 1974 en vloog voorbij Venus op weg naar Mercurius.
In 1965 hadden de Amerikanen Mariner 4 gelanceerd om als eerste voorbij Mars te vliegen. Ze stuurde echter totaal onverwachte beelden terug. Het eerste ruimtetuig op Mars was de Russische Mars 3, maar die stuurde geen beelden terug. De eerste beelden kwamen in 1976 van de Amerikaanse Viking-landers.
In 1973 stuurden de VS ook nog met succes Pioneer 10 langs Jupiter. Het was de voorloper van de eerste vlucht langs Saturnus in 1979 met Pioneer 11 en de enige vluchten langs Uranus en Neptunus met Voyager 2.

### Lanceringen en koppelingen
Het eerste rendez-vous in de ruimte was tussen Gemini 6 en Gemini 7, beide uit de VS, op 15 december 1965. De opvolger, Gemini 8 voltooide de eerste ruimtekoppeling op 16 maart 1968. De eerste automatische koppeling gebeurde door de Russische Cosmos 186 en de Cosmos 188 op 30 oktober 1967.
De VS lanceerden het eerst een raket van zee op 26 april 1967 met Scout B en het eerste ruimtestation was Salyut 1 van de USSR op 7 juni 1971.

## Militaire wedloop in de ruimte
Achter de schermen werd in het kader van de Koude Oorlog aan de ontwikkeling van ruimtevaart voor militaire doeleinden gewerkt. Ver vóór Spoetnik werkten de USSR en de VS al aan plannen voor spionagesatellieten. De Russische Zenith werd uiteindelijk Vostok, maar was oorspronkelijk gebouwd als fotografische satelliet als tegenhanger van de Amerikaanse Discoverers. Discoverer 13 was de eerste die geborgen kon worden om de gegevens in ontvangst te nemen, één dag later gevolgd door de USSR.
In beide naties werden grootse militaire ruimteprogramma's ontplooid. Veelal werd een patroon gevolgd waarin de VS een model maakten voor het programma werd stopgezet, terwijl de USSR bouwde en misschien zelfs lanceerde.
| # | Omschrijving                                  | Sovjet-Unie                                             | Verenigde Staten       |
| - | --------------------------------------------- | ------------------------------------------------------- | ---------------------- |
| 1 | Supersonische intercontinentale kruisraket    | Buran kruisraket (plan)                                 | Nahavo (stopgezet)     |
| 2 | Kortgevleugeld ruimteveer                     | MIG 105 (getest)                                        | X-20 Dyna-Soar (model) |
| 3 | Satelliet inspectiecapsule                    | Sojoez interceptor (plan)                               | Blue Gemini (model)    |
| 4 | Militair ruimtestation                        | Almaz, modificatie van Salyut, 2,3 en 5 hebben gevlogen | MOL (plan)             |
| 5 | Militaire capsule met doorgang in hitteschild | Merkur (heeft gevlogen als deel van TKS                 | Gemini B (getest)      |
| 6 | Pendel naar ruimtestation                     | TKS (gevlogen)                                          | Gemini Ferry (plan)    |

## Het einde van de ruimtewedloop tussen de VS en de USSR
Het begin van de ruimtewedloop was overduidelijk de lancering van Spoetnik 1. Het einde is veel minder duidelijk. De competitie was het sterkst in de jaren 60, maar ging na de maanlanding in 1969 verder. Ondanks de vijf maanlandingen volgend op Apollo 11 verlegde de aandacht van de wetenschap zich naar nieuwe gebieden. Skylab moest gegevens verzamelen en de Spaceshuttles moesten hergebruikt kunnen worden. Amerikanen zagen zichzelf als overwinnaars van de officieuze race na hun maanlanding. De Russische wetenschappers zagen dat anders en gingen gewoon door met hun eigen projecten. Terwijl de Koude Oorlog verzwakte en andere landen een ruimteprogramma begonnen te ontwikkelen, begon ook de competitie te verzwakken.
Beide naties hadden een bemand militair ruimteprogramma ontwikkeld. De USAF had voorgesteld om met de Titan-raket de X-20 Dyna-Soar hypersonische zwever te lanceren om vijandelijke satellieten te onderscheppen. Die werd vervangen door de Manned Orbiting Laboratory (MOL) die Geminetechnologie gebruikte om verkenningsmissies uit te voeren, maar ook dit werd stopgezet. In de USSR diende het Almazprogramma tot een gelijkaardig doel. Die fuseerde met het Saljoetprogramma.
De ruimtewedloop vertraagde na de Apollolanding, door velen beschouwd als het hoogtepunt of zelfs het einde. Anderen vonden dat het einde veel duidelijker was aangestipt bij de koppeling tussen Sojoez 19 en Apollo 18 in 1975 waarbij de kosmonauten en de astronauten in elkaars ruimteveer kwamen om gezamenlijke experimenten te doen. Beide landen bleven hierna elk afzonderlijk verder werken aan hun nationale ruimteprogramma's, maar gingen grotendeels een andere, eigen richting uit. Daardoor doofde de race uit.

## Organisatie, sponsoring en de economische gevolgen
De hoge kosten en de bureaucratie, nodig voor het met succes organiseren van ruimteverkenning, heeft geleid tot het oprichten van nationale ruimtevaartbureaus. De Sovjet-Unie en de Verenigde Staten ontwikkelden programma's die enkel waren gericht op wetenschappelijke en industriële doeleinden.
Op 29 juli 1958 tekende president Eisenhower in de V.S. de National Aeronautics and Space Act en richtte daarmee NASA op. Toen die op 1 oktober begon te werken, bestond ze uit 4 laboratoria en 8000 medewerkers van het 46 jaar oude ruimteonderzoeksbureau NACA. Die laatste werkte met een jaarlijks budget van $5 miljoen. Het NASA-fonds steeg al snel tot $5 miljard per jaar, waarvan een groot deel naar private onderleveranciers ging. Apollo 11, die als hoogtepunt van de NASA wordt gezien, zou zo'n $20- à $25 miljard gekost hebben.
Het is een moeilijke taak om de uitgaven van de USSR en de V.S. aan hun ruimteprogramma te vergelijken, zeker tijdens de jaren van Chroesjtsjov. In 1989 rapporteerde stafchef Generaal M. Moiseyev dat de USSR voor dat jaar 6,9 miljard roebel had uitgetrokken voor haar ruimteprogramma. Dat is ongeveer $4 miljard. Anderen schatten dat dat het bedrag was dat werd gespendeerd voor alle programma's samen, met enkele lagere schattingen van 4,5 miljard roebel. Hierbij moet ook rekening gehouden worden met het effect van de Sovjetpropaganda, die de USSR sterk moet doen lijken en het westerse analyses verwarren. In Rusland was destijds geen tegenhanger van de NASA, maar sinds de jaren 90 is er het Russian Aviation and Space Agency. Inefficiënte organisatie, te veel politiek, denkbeeldige bedragen en te veel persoonlijke inzichten stonden de Russische vooruitgang in de weg. Elke Russische ingenieur moest zijn ideeën aanbrengen bij iemand van de communistische partij.
De Sovjets probeerden hun ruimtevaartprogramma uit te bouwen tegen de achtergrond van een verarmende bevolking, die geen baat had bij de groeiende Amerikaanse economie. Uiteindelijk leidde de inefficiënte Russische economie, de gebrekkige organisatie en het tekort aan geld tot het verlies van het voordeel dat de Russen eerst hadden. De hoge kosten van de Space Race en de peperdure wapenwedloop droegen bij tot de economische crisis en tot de val van de Sovjet-Unie.

## Doden
Toen Apollo 15 de maan verliet, lieten de astronauten een gedenkplaat achter ter herinnering van de astronauten van beide naties die het leven lieten tijdens de inspanningen om de maan te bereiken. In de V.S. waren de eerste astronauten die omkwamen die van Apollo 1. De 3 bemanningsleden lieten het leven bij een brand tijdens een test op een lanceerplatform op 27 januari 1967.
In de USSR resulteerden Sojoez 1 en Sojoez 11 in het verlies van levens. In die eerste kwam de enige kosmonaut aan boord om toen het ruimteveer neerstortte bij de landing. In de andere zijn de 3 bemanningsleden gestikt toen ze in de dampkring terugkeerden.
Andere astronauten stierven in soortgelijke missies. Vier Amerikanen crashten in een T-38 vliegtuig. Joeri Gagarin, de eerste man in de ruimte die evenals vele andere ruimtevaarders van het eerste uur tevens testpiloot was, stortte in 1968 neer in een MIG-gevechtsvliegtuig.

## Tijdlijn van hoogtepunten: 1946-1975
| Jaar              | Eerste succes                        | Land          | Missie              |
| ----------------- | ------------------------------------ | ------------- | ------------------- |
| 1946              | Dier (fruitvliegjes) in ruimte       | USA-ABMA      | V2                  |
| 21 augustus 1957  | ICBM                                 | USSR          | R7/SS6 Sapwood      |
| 4 oktober 1957    | Satelliet                            | USSR          | Spoetnik 1          |
| 3 november 1957   | Dier (hond) in baan om de aarde      | USSR          | Spoetnik 2          |
| 31 januari 1958   | Ontdekking Van Allen stralingsgordel | USA-ABMA      | Explorer 1          |
| 18 december 1958  | Communicatiesatelliet                | USA-ABMA      | Project SCORE       |
| 17 februari 1959  | Weersatelliet                        | USA-NASA1     | Vanguard 2          |
| 7 augustus 1959   | Ruimtefoto van aarde                 | USA-NASA      | Explorer 6          |
| 14 september 1959 | Sonde naar de maan                   | USSR          | Luna 2              |
| 18 augustus 1960  | Verkenningssatelliet                 | USAF          | Corona KH-1 9009    |
| 12 april 1961     | Mens in baan om de aarde             | USSR          | Vostok 1            |
| 18 maart 1965     | Extra-vehicular activity             | USSR          | Voskhod 2           |
| 15 december 1965  | Ruimte rendezvous                    | USA-NASA      | Gemini 7            |
| 1 maart 1966      | Sonde naar andere planeet (Venus)    | USSR          | Venera 3            |
| 21 juli 1969      | Maanwandeling (Neil Armstrong)       | USA-NASA      | Apollo 11           |
| 23 april 1971     | Ruimtestation                        | USSR          | Salyut 1            |
| 15 juli 1975      | USSR-V.S.-gezamenlijke missie        | USSR USA-NASA | Sojoez 19-Apollo 18 |

- 1Project Vanguard werd van de NRL naar NASA gebracht vlak voor de lancering.
- 2De USSR had reeds op 12 augustus 1962 een rendezvous geprobeerd, maar Vostok 3 en Vostok 4 waren 5 km van elkaar in een verschillende baan. Die informatie werd achtergehouden en men liet weten dat het rendezvous gelukt was.

## De erfenis van de ruimtewedloop tussen de VS en de USSR

### Vooruitgang in technologie en onderwijs
De technologie, en in het bijzonder de luchtvaart en de elektronische communicatie, zijn er sterk op vooruit gegaan gedurende deze periode. De inspanningen van de ruimtewedloop gingen veel verder dan de raketkunde, fysica en astronomie. Ruimtetechnologie drong door tot in de huishoudapparatuur en de studie van de ontbossing. De druk om de race te winnen veranderde zelfs de manier waarop studenten wetenschap studeerden.
De Amerikanen, bezorgd omdat ze zo snel een achterstand hadden opgelopen ten opzichte van de Russen, drongen er bij het onderwijs op aan een grotere klemtoon te leggen op wiskunde en wetenschap. De National Defence Educational Act uit 1982 verhoogde de fondsen om die doelstelling te bereiken van de kleuterschool tot aan het afstuderen.
De wetenschappers, die via deze inspanningen opgeleid zijn, helpen bij het ontwikkelen van nieuwe technologieën die gebruikt worden van de keuken tot op het sportveld. Gedroogde - en meeneemvoeding, waterafstotende kleding en skibrillen die niet beslaan vinden hun wortels in de ruimtewetenschap. Vandaag de dag bevinden duizenden satellieten zich in een baan om de aarde.
Ze dienen voor aardse langeafstandscommunicatie of voor het verzamelen van data van het weer, de vegetatie of menselijke migratiestromen. Veel van de microtechnologie van tijdgevende- of muziektoestellen is afgeleid van onderzoek, dat voor de ruimtewedloop was bestemd.
De USSR was onbetwist leider in rakettechnologie, zelfs tot op het einde van de Koude Oorlog. De V.S. waren superieur in elektronica, gegevens op afstand verzamelen, voertuigengeleiding en robotica.

### Zijn er nog meer ruimtewedlopen?
Hoewel ze was vertraagd, ging de verkenning van de ruimte na het uitdoven van de ruimtewedloop gewoon verder.
VS/USSR

Het eerste herbruikbare ruimteveer werd door de V.S. gelanceerd op de 20e verjaardag van Gagarins vlucht, op 12 april 1981. Op 15 november 1988 lanceerde de USSR de Buran, het eerste en enige geautomatiseerde herbruikbare ruimteveer. Beiden en nog andere landen bleven sondes, satellieten en ruimtetelescopen lanceren.
Europa

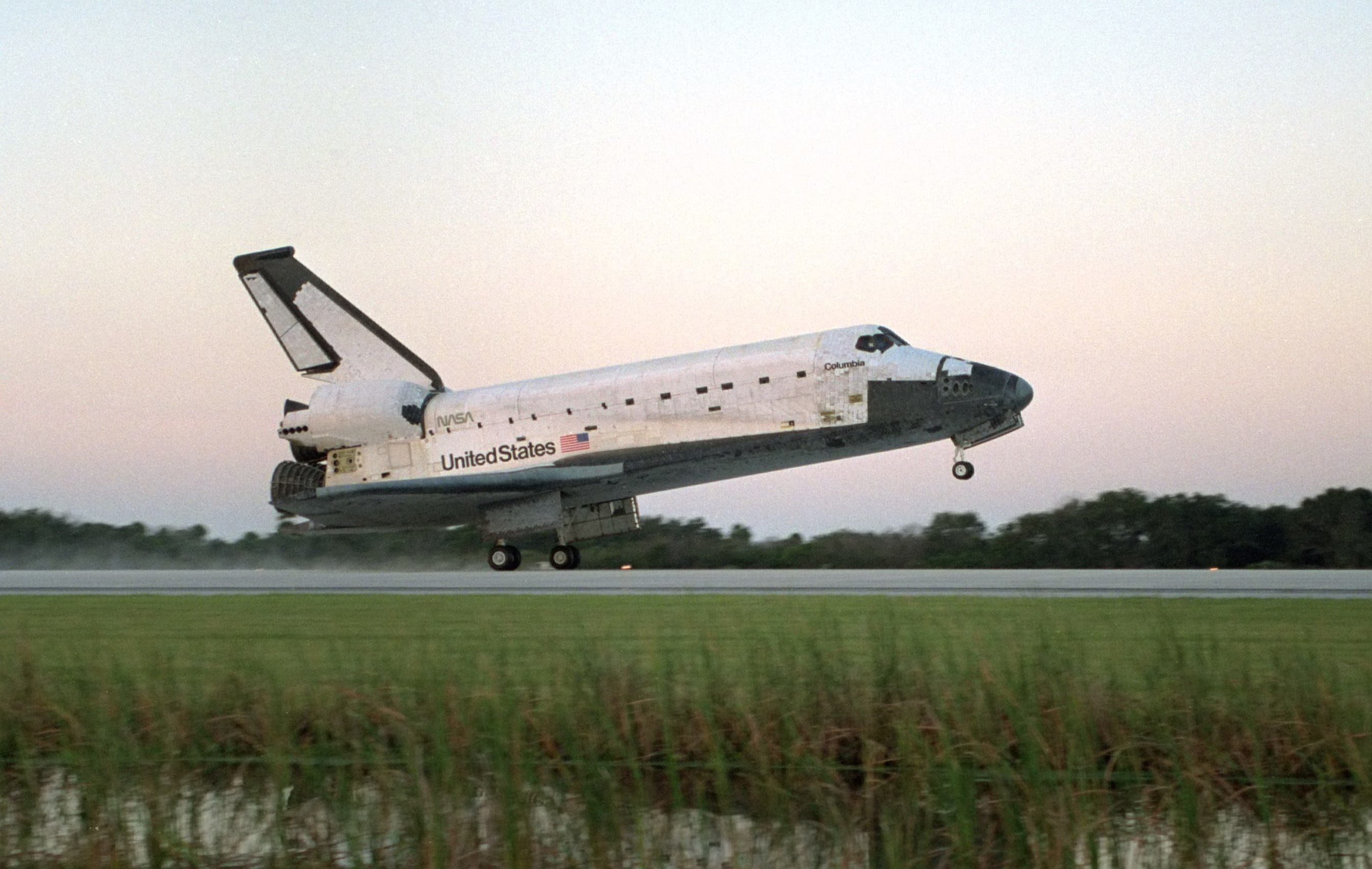
Spaceshuttle Columbia.

Ondertussen was Europa tot marktleider van de commerciële lanceringen uitgegroeid met het Arianeprogramma. In tegenstelling tot de Amerikaanse Space Shuttles was de Ariane een volautomatisch voertuig. Bemande voertuigen vereisen zware en dure systemen voor levensonderhoud en veiligheid en dus zijn onbemande tuigen beter geschikt voor missies die geen directe menselijke tussenkomst vereisen. Toch kent de sector van commerciële lanceringen concurrentie en zal de positie van de Ariane's verdedigd moeten worden.
Azie

In 2003 kwam weer een mogelijke ruimtewedloop op gang toen China met succes een bemande vlucht met de Shenzhou 5 uitvoerde. Hun tegenstander zou de V.S. kunnen zijn. Die denkt eraan om een permanente basis op de maan te vestigen en een bemande vlucht naar Mars uit te voeren, of beide. 
 India heeft de eerste stappen ook al gezet.
Commercieel/particulier

Een mogelijk volgende ruimtewedloop zal waarschijnlijk van een andere soort zijn, namelijk een competitie in het ruimtetoerisme: een eerste commerciële uitstap naar de ruimte. Op 28 april 2001 werd de Amerikaan Dennis Tito de eerste betalende ruimtetoerist in een Russische Sojoez TM-32, waarin hij het internationale ruimtestation ISS bezocht.
Ook de Ansari X Prize, een wedstrijd voor particuliere ruimtetuigen, wordt als nieuwe ruimtewedloop genoemd. In 2004 kondigde Richard Branson, eigenaar van luchtvaartmaatschappij Virgin, de start van Virgin Galactic aan. Die onderneming zal SpaceShipOne-technologie gebruiken en hoopt tegen 2008 commerciële ruimtevluchten te kunnen aanbieden.

## Op film en televisie
- Space Race (TV, BBC coproductie met NDR (Duitsland), Channel One TV (Rusland) en National Geographic Channel (VS), 2005).

## Voetnoten
1. ↑  Brief van Johnson aan Kennedy van 28 april 1961.
2. ↑  Van fruitvliegje tot chimpansee - deze dieren hebben een astronautendiploma, De Volkskrant, 30 januari 2013
3. ↑  Het is hierbij wel zo dat mislukte missies niet genummerd werden, voorafgaand aan de al niet eens 100% geslaagde Loena 1 waren er al drie die kort na de lancering explodeerden.
4. ↑  Van een bandopname in de JFK-bibliotheek
5. ↑  James Oberg, in Final Frontier, herdrukt in The New Book of Popular Science Annual 1992.
6. ↑  Volkskrant 15 juli 2019 Krachtmeting in de ruimte: ‘supermacht’ India laat zich niet weerhouden door afgeblazen maanmissie